# Truncatoguynia
Genre
Truncatoguynia est un genre de coraux durs de la famille des Stenocyathidae.

## Liste d'espèces
Le genre Truncatoguynia comprend l'espèce suivante :
- Truncatoguynia irregularis Cairns, 1989